# Biblioteca "Pietro de Nava"
La biblioteca comunale "Pietro de Nava" di Reggio Calabria, già esistente nel 1818, è la più antica tra le biblioteche calabresi. Anticamente denominata Regia Biblioteca Ferdinandiana, fu poi intitolata a Pietro de Nava, fratello di Giuseppe de Nava, donatore del villino all'interno del quale è stata trasferita la sede centrale nel 1928.
Il villino De Nava, poi ampliato con la costruzione di un altro edificio in anni più recenti, è sito in via Demetrio Tripepi 9. Altre sedi decentrate si trovano in diversi quartieri della città.

## La biblioteca

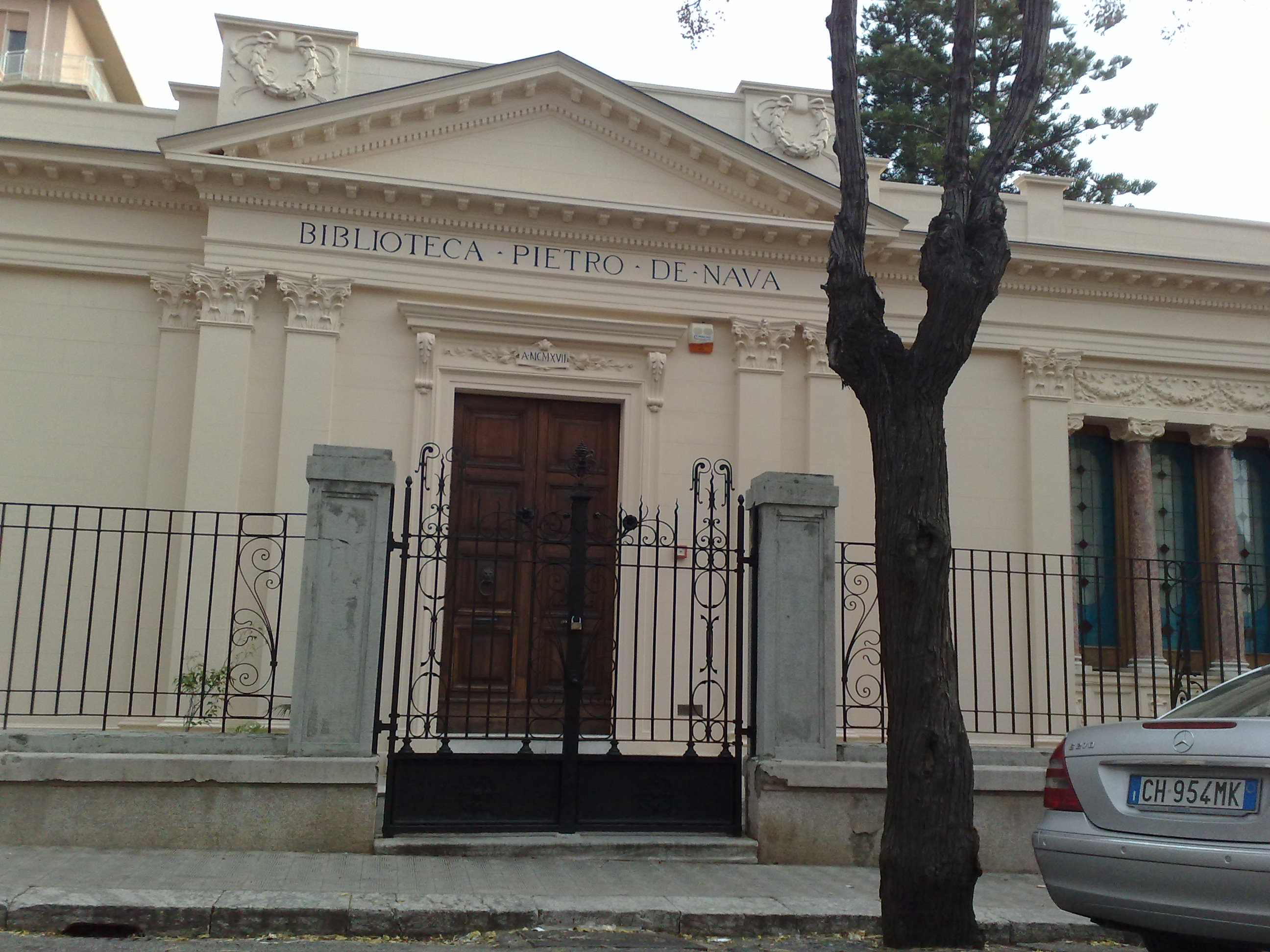
Ex Villa de Nava ora sede di incontri culturali

La Biblioteca De Nava può essere definita storica di conservazione, dopo due secoli dalla sua istituzione è per tradizione prevalentemente di indirizzo umanistico, ma anche una struttura moderna di cultura generale.
Il pregevole fondo pergamenaceo comprende 147 pergamene tra cui capitoli, lettere, privilegi concessi dai sovrani, diplomi di laurea e bolle pontificie. Il documento più antico risale al 25 novembre 1285.
La "Sezione manoscritti e libri antichi", comprende 15 incunaboli, 582 cinquecentine, 974 tomi del Seicento, 3.793 del Settecento 45 manoscritti. Le opere sono state censite ed il catalogo è in corso di pubblicazione da parte del Ministero dei Beni Culturali.
A parte le fornitissime "Sezione Calabria" e "Fondo Sandicchi", vi sono importanti donazioni come quella di Corrado Alvaro, Giuseppe de Nava, Gennaro Giuffrè, Alliance Française, del prof. Domenico De Giorgio, del Dott. Domenico Iaria, del Prof. Vincenzo Mezzatesta, dell'on. Antonio Priolo, di Vittorio Visalli e molte altre. Complessivamente il patrimonio bibliografico conta 115.000 opere, mentre quello emerografico 424 raccolte.
Il catalogo carteceo comprende:
- Catalogo alfabetico per autori
- Catalogo sistematico per materia (secondo la Classificazione decimale Dewey)
- Catalogo per soggetti ordinato secondo l'alfabeto latino
- Catalogo "Sezione Calabria" alfabetico per autori
- Catalogo "Sezione Calabria" sistematico per materia
- Catalogo periodici
- Catalogo manoscritti
- Catalogo "Cinquecentine"
- Catalogo libri del Seicento
- Catalogo libri del Settecento
- Catalogo sala "Corrado Alvaro"
- Catalogo "Pergamene"
- Catalogo "Carte De Nava"

e molti altri prossimamente disponibili tra i quali:
- Catalogo "Fondo Pasquale Sandicchi"
- Catalogo "Donazione Giuffrè"
- Catalogo "Donazione Domenico Iaria"
- Catalogo "Donazione Vittorio Visalli"

### Servizi al pubblico
I servizi a disposizione del pubblico sono:
- Lettura e consultazione in sede;
- Prestito locale, interbibliotecario nazionale ed internazionale per gli utenti iscritti e residenti nell'ambito della Provincia di Reggio Calabria (necessaria registrazione nell'archivio utenti);
- Servizio autogestito per le fotoriproduzioni;
- Consultazione, tramite internet, del patrimonio bibliotecario.

### Biblioteche decentrate
La Biblioteca de Nava gestisce inoltre altre strutture cittadine dislocate in vari quartieri:
- Biblioteca di Catona - Tel. 0965 600665
- Biblioteca di Sbarre - Tel. 0965 594624
- Biblioteca di Gebbione - Tel. 0965 590810
- Biblioteca di Gallina - Tel. 0965 682231

## Storia
Istituita con Decreto Regio del 31 marzo 1818, ebbe la denominazione di "Regia Biblioteca Ferdinandiana".
Tale titolo fu un riconoscente omaggio al sovrano Ferdinando I di Borbone che, dopo la seconda restaurazione, aveva accolto le richieste del sindaco e del decurionato reggino (denominazione che nel periodico borbonico stava ad indicare ciò che oggi è il consiglio comunale).
Il primo nucleo di libri della Ferdinandiana era costituito da alcune centinaia di unità, provenienti in gran parte dalla biblioteca privata settecentesca dell'abate Antonio Spizzicagigli e dalla collezione personale dell'arcivescovo Alessandro Tommasini, che furono sistemati nei locali messi a disposizione della Curia di Reggio Calabria.
Il primo bibliotecario fu il canonico Damaso Pugliatti. Nel 1928, dopo diversi cambi di sede, la Biblioteca Comunale fu trasferita presso la villa "Pietro De Nava", costruita nel 1917 e donata alla città da Giuseppe de Nava, più volte ministro prima del fascismo, nel cui testamento olografo, conservato presso l'Archivio di Stato di Reggio Calabria si legge:
In questi locali sono state collocate, dopo il restauro della villa, il "Fondo delle Cinquecentine" (Sala Morisani), alcune donazioni quali la "De Nava", la "Sala Corrado Alvaro" e la "Sala Gennaro Giuffrè". Nell'edificio attiguo, che divenne sede ufficiale della biblioteca dal 1958, funziona il servizio bibliotecario.

### Elenco dei bibliotecari
| dal              | al               | nome                                             |
| ---------------- | ---------------- | ------------------------------------------------ |
| 1818             | 1832             | Can. Don Damaso Pugliatti                        |
| 1832             | 1852             | Sac. Don Domenico Marra                          |
| 1853             | 1854             | Diego Vitrioli (aiuto bibliotecario)             |
| 1855             | 1861             | Diego Vitrioli                                   |
| 1861             | 1867             | Sac. Don Pietro Paolo Moschella                  |
| 1867             | 1887             | Sac. Don Lorenzo Lo Faro                         |
| 1887             | 1907             | Avv. Cesare Morisani                             |
| 1914             | 1919             | Luigi Aliquò Lenzi (aiuto bibliotecario)         |
| 1920             | 31 gennaio 1928  | comm. Luigi Aliquò Lenzi                         |
| 1º febbraio 1928 | 3 aprile 1929    | Prof. Dott. Attilio da Empoli                    |
| aprile 1929      | marzo 1930       | Felice Scordino (bibliotecario facente funzioni) |
| aprile 1930      | 31 dicembre 1930 | Prof. Libero Maioli                              |
| 1931             | 1943             | comm. Luigi Aliquò Lenzi                         |
| 1944             | 1963             | Nicola Giunta                                    |
| 1964             | 1975             | Dott. Luigi Lucritano                            |
| 1976             | 2 febbraio 1987  | Dott. Anna Dara                                  |
| 12 febbraio 1987 | 31 dicembre 2006 | Dott. Domenico Edvigio Maria Romeo               |